# 音霊

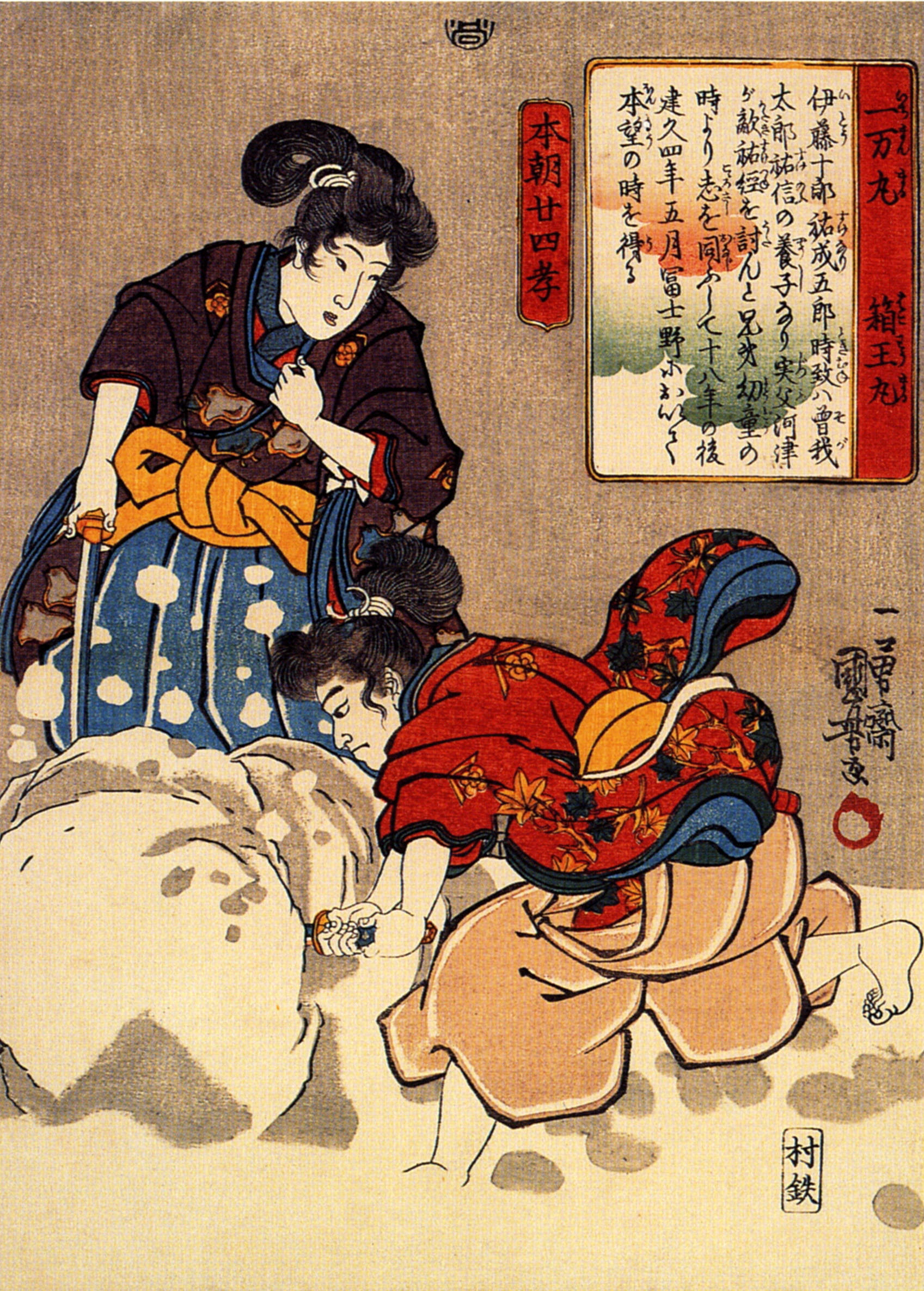
曾我兄弟（歌川国芳画）

音霊（おとだま）は、軍記物語『曽我物語』巻第十一にある曾我兄弟の怨霊。「音霊」の名称は妖怪漫画家・水木しげるの命名によるもので、音で怪異をもたらしたことが由来。妖怪研究家・村上健司の著書では単に「曽我兄弟の怨霊」と題されている。

## 概要
曾我十郎祐成と曾我五郎時致の兄弟は、源頼朝が富士の裾野で巻狩を行っていた場で、父の仇・工藤祐経を討ったが、兄の十郎は命を落とし、弟の五郎も死罪となった。
その後、富士の裾野は一旦は静けさを取り戻したかに見えたが、命を落とした曾我兄弟の瞋恚執心（この世に遺した怒りと怨念の意）が怨霊となり、その地に残った。その怨念はすさまじく、昼も夜も戦いの物音が絶え間なく聞こえ、時には空から「十郎祐成」「五郎時致」と名乗る声が聞こえるようになった。
事情を知らずにその地を訪れた者は、音を聞くだけでその場で死んでしまった。かろうじて逃げ延びた者もまた、ある者は精神に異常をきたし、曾我兄弟の霊魂が乗り移ったかのように「瞋恚執心」の言葉を語って苦しみ続けた。
事態を重く見た源頼朝は、高僧に曾我兄弟の霊を弔うことを依頼し、兄弟の霊を「照明皇神宮」として祀ることにした。以来、怪異はなくなったという。